# 자결권

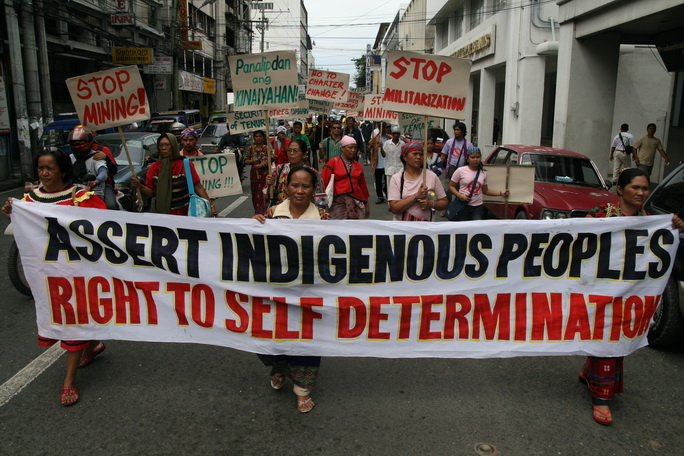

자결권(自決權, 영어: self-determination)은 각 민족 집단이 스스로의 의지에 따라 그 귀속과 정치 조직, 정치적 운명을 결정하고, 타민족이나 타국가의 간섭을 인정하지 않는다고 하는 집단적 권리를 말한다.
민족자결이란 각 민족은 그 정치적 운명을 스스로 결정하는 권리를 가져야 하며 다른 민족의 간섭은 허용되지 않는다는 주장으로서 원래 유럽 내에서 오스트리아 또는 투르크제국의 판도(版圖) 내에 있었던 소수민족이 독립을 달성하기 위한 수단으로서 제창했던 것이다. 그런데 제2차대전 후 그 주장은 아시아·아프리카의 식민지 해방운동을 추진하기 위하여 원용(援用)되었다. 또한 이것은 유엔헌장 1조 2항에서 민족의 자결권(自決權) 및 자결의 원칙을 존중함으로써 국가간의 우호관계를 증진시킨다는 것을 유엔의 목적의 하나로 하고 있다는 점에 근거를 두고 있다. 서구(西歐)의 여러 나라는 그 규정을 해석하는데 있어 유엔의 목표를 제시한 데에 불과하다는 것이었으나 신흥제국은 자결권이 실정법적 권리라고 주장하고 식민지 해방운동을 일으켰다. 그 후 민족자결권의 사상이 보급되고 1966년 유엔에서 채택한 국제인권규약에서도 인정하고 있다.

## 개요
민족 문제는 다민족으로 구성된 러시아에서 우선적으로 제기된다. 특히, 레닌은 이에 대해 많은 관심을 가졌으며 1913년 민족자결원칙과 분리권을 인정하였다.
한편, 제1차 세계대전은 유럽 제국주의 열강의 식민지배와 관련하여 민족의 문제를 논의하게 하는 계기를 제공한다. 제1차 세계대전은 독일 중심의 동맹국측 패배로 종전되었고(1918년 11월 11일), 승전국측은 전쟁의 상처를 치유하고 새로운 국제질서를 회복해야하는 책무를 갖게 되었다. 전후 처리의 중심은 승전국인 영국, 프랑스, 미국이 되었고, 그 대표로는 영국 총리 로이드 조지, 프랑스 대통령 클레망소, 미국 대통령 우드로 윌슨이었다. 이탈리아의 오를란도(Vittorio Emanuele Orlando) 수상은 처음에는 승전국 대표로 참석하였으나, 후에 국내문제로 참석하지 않았다. 그들은 파리에 모여 평화회의를 장기간 열었고, 미국의 윌슨 대통령은 레닌의 민족자결권 주장을 의식하여 국회에 14개조 평화 원칙(Fourteen Points)을 제출한다.
그 내용은 일반론 5개조, 국제연맹안을 포함한 특수문제 9개조로 되어 있다. 그런데 그 가운데, 약소민족(또는 점령지역)의 독립 및 복귀와 관련된 내용이 7~8개 항에 달하며, 그 기본 정신은 '민족자결의 원칙'(Principle of National Self-determination)이 반영된 것이었다. 즉, “피지배민족(식민지나 점령지역)에게 자유롭고 공평하고 동등하게 자신들의 정치적 미래를 결정할 수 있는 자결권(自決權)을 인정해야 한다.”는 것이다.

### 윌슨의 14개조 원칙 전문
1. 강화조약의 공개와 비밀외교의 폐지
2. 공해에서의 항해자유
3. 경제적 장애의 폐지 및 무역조건의 평등
4. 군비 축소
5. 식민지 문제의 공정한 해결
6. 러시아로부터의 군대철수와 러시아의 정치적 발달에 대한 불간섭
7. 벨기에의 주권회복
8. 점령되었던 프랑스 영토회복
9. 이탈리아 국경의 민족문제 스스로 결정
10. 오스트리아-헝가리 제국 내의 여러민족의 국제적 지위의 보장
11. 루마니아,세르비아등 발칸반도 여러나라의 독립보장
12. 오스만 제국 지배하의 여러민족의 자치
13. 폴란드 재건
14. 국제연맹의 조직

이러한 정신은 전 세계로 확산되어, 민족자결주의 원칙은 식민지 상태의 약소민족들이 독립을 쟁취하기 위한 기본권임과 동시에 그 정당성을 주장하고 독립운동을 전개하기도 하였다. 한국의 3·1운동도 그러한 세계적 추세와 정신의 영향을 받기도 하였다. 이러한 정신은 꾸준히 계승되어 제2차 세계대전 이후의 식민지 민족의 독립에 영향을 주었고, 유엔 헌장, 인도차이나 문제에 관한 제네바 협정 (1954년), 「식민지독립선언」(1960 유엔 총회) 등에 포함되어, 민족자결주의는 오늘날 모든 민족이 스스로 정치적 선택을 결정짓는 국제법상의 하나의 확고한 원칙이 되었다. 그러나 그 정신은 어디까지나 원칙일 뿐, 강대국의 정치적 군사적 힘 앞에서 힘을 발휘하지 못하고 무력하게 존재하는 사례가 아직도 많이 남아 있다.

## 같이 보기
- 우호관계선언
- 반제국주의
- 탈식민지화
- 민족다원주의
- 원주민
- 국제관계론
- 민족통일주의
- 정당성 (정치)
- 분리 독립 운동 목록
- 소련의 국내 영토 분할
- 국민주권
- 자치
- 분리주의
- 나라 없는 민족
- 대표 없는 국가 민족 기구